# Козенко, Сергей Павлович
Сергей Павлович Козенко (укр. Сергій Павлович Козенко; род. 3 октября 1961, Лутугино, Луганская область) — государственный деятель Украины и самопровозглашенной Луганской Народной Республики. Глава администрации Краснодона и Краснодонского района (с 2 декабря 2014 года).

## Биография
Родился 3 октября 1961 года в городе Лутугино Лутугинского района Луганской области Украинской ССР Советского Союза.

### Образование
В 1985 году закончил Коммунарский горно-металлургический институт по специальности «Промышленное и гражданское строительство». По квалификации является инженером-строителем.

### Карьера
После окончания института был направлен в Краснодонское шахтостроительное управление №2, где работал мастером.
В 1987 году был избран секретарём комитета комсомола треста «Краснодоншахтострой».
В 1989 — 2002 годах, после прохождения воинской службы, работал на предприятих Краснодона. В частности, в 1996 — 1997 годах являлся и. о. главного инженера шахтостроительного управления №2 треста «Краснодонуглестрой». В 1997 — 2002 годах был начальником управления по ремонту, строительству и снабжению государственного открытого акционерного общества «Краснодонуглестрой».
В 1998 — 2002 годах являлся депутатом Краснодонского городского совета.
В 2002 — 2014 годах являлся первым заместителем городского головы города Краснодона.
В 2006 — 2010 годах являлся депутатом Луганского областного совета V созыва.
2 декабря 2014 года указом главы Луганской Народной Республики Игоря Плотницкого был назначен главой администрации города Краснодона и Краснодонского района.